# Richard Corbett
Richard Corbett (Southport, Reino Unido, 6 de enero de 1955) es un político y politólogo británico que fue diputado al Parlamento Europeo por el Partido Laborista entre el 1996 y el 2009.

## Biografía
Corbett ha sido miembro del Partido Laborista desde 1973. Ha trabajado en el voluntariado y en trabajos de oficina. Entre el 1979 y el 1981 fue presidente de la Juventud Europea Federalista. Desde 1989 hasta 1996 fue asesor del grupo socialista en el Parlamento Europeo. Se doctoró en Ciencias Políticas por la Universidad de Hull en 1995. Es uno de los coautores del libro The European Parliament, una obra de referencia sobre el Parlamento Europeo.
Fue elegido diputado al Parlamento Europeo por primera vez en diciembre de 1996 en una elección parcial por la circunscripción de Merseyside West. A partir de la transición del Reino Unido a un sistema de representación proporcional con listas de partido regionales, tras las elecciones europeas de 1999, Corbett representó la circunscripción de Yorkshire y Humber.
Fue portavoz del grupo socialista en asuntos constitucionales y miembro de la Comisión de Asuntos Constitucionales, de la cual fue vicepresidente entre 1997 y 1999.